# Dylan Brady
Dylan Marshall Brady (nacido el 27 de noviembre de 1993) es un productor musical y cantautor estadounidense conocido por ser la mitad del dúo de música electrónica experimental 100 Gecs. También posee y maneja su propio sello discográfico, Dog Show Records.

## Primeros años y carrera profesional
Dylan Marshall Brady creció en los suburbios de San Luis y tomó lecciones de piano en la escuela secundaria, donde se interesó por primera vez en componer música. Mientras estudiaba ingeniería de audio en la universidad, comenzó a publicar música en SoundCloud, como productor de hip hop electrónico. Actualmente vive en Los Ángeles, California, donde colabora con su compañera musical Laura Les de forma remota desde su casa en Chicago.
Brady lanzó su álbum de estudio debut All I Ever Wanted en mayo de 2015.
En octubre de 2018, Brady lanzó el EP Peace & Love, su primer lanzamiento con el sello Mad Decent. Su álbum de estudio colaborativo con el productor Josh Pan, This Car Needs Some Wheels, fue lanzado en marzo de 2019.

## Discografía

### Álbumes de estudio
| Título                                    | Detalles                                                                                      |
| ----------------------------------------- | --------------------------------------------------------------------------------------------- |
| All I Ever Wanted                         | - Lanzamiento: 1 de mayo de 2015 - Discográfica: Autolanzamiento - Formatos: Descarga digital |
| This Car Needs Some Wheels (con Josh Pan) | - Lanzamiento: 18 de marzo de 2019 - Discográfica: OWSLA - Formatos: Descarga digital         |

### Álbumes demo
| Título           | Detalles                                                                                 |
| ---------------- | ---------------------------------------------------------------------------------------- |
| Swahili          | - Lanzamiento: 25 de julio de 2013 - Discográfica: Autolanzamiento - Formatos: streaming |
| Mango Juice      | - Lanzamiento: 2014 - Discográfica: Autolanzamiento - Formatos: streaming                |
| Zero Halliburton | - Lanzamiento: 2014 - Discográfica: Autolanzamiento - Formatos: streaming                |

### EPs
| Título             | Detalles                                                                                         |
| ------------------ | ------------------------------------------------------------------------------------------------ |
| Saxophone Joe      | - Lanzamiento: 2014 - Discográfica: Autolanzamiento - Formatos: streaming                        |
| Choker             | - Lanzamiento: 12 de agosto de 2016 - Discográfica: Autolanzamiento - Formatos: Descarga digital |
| Sinses (con BLOOM) | - Lanzamiento: 18 de enero de 2017 - Discográfica: Autolanzamiento - Formatos: Descarga digital  |
| Dog Show           | - Lanzamiento: 6 de febrero de 2017 - Discográfica: Autolanzamiento - Formatos: Descarga digital |
| Peace & Love       | - Lanzamiento: 19 de octubre de 2018 - Label: Mad Decent - Formatos: Descarga digital            |

### Sencillos

#### Como artista principal
| Título                                                     | Año  | Álbum                      |
| ---------------------------------------------------------- | ---- | -------------------------- |
| "Chain Gang"                                               | 2013 | Sin álbum                  |
| "Feel the Fire"                                            | 2013 | Sin álbum                  |
| "Mugabe" (con Roh Bee)                                     | 2013 | Sin álbum                  |
| "Ice Grass" (con Roh Bee)                                  | 2014 | Zero Halliburton           |
| "Quizzy" (con The Kid Devo y Roh Bee) Sin álbum            | 2014 | Sin álbum                  |
| "Wonder Years"                                             | 2014 | Sin álbum                  |
| "Loading"                                                  | 2014 | Sin álbum                  |
| "Bam Margera Element Classic"                              | 2014 | Sin álbum                  |
| "It's Been a While" (con Hnrk)                             | 2015 | Sin álbum                  |
| "Take Care of My Dog When I'm Gone"                        | 2015 | Sin álbum                  |
| "When It's Cold" (con Dom McLennon, Lewis Grant, y Saputo) | 2016 | Sin álbum                  |
| "OMG"                                                      | 2016 | Sin álbum                  |
| "Will You Look For Me When You Need Someone"               | 2016 | Choker                     |
| "Love U BB" Sin álbum                                      | 2016 | Sin álbum                  |
| "Plz Don't Tell Me Why I Feel How I Feel Thx ☺"            | 2016 | Sin álbum                  |
| "Go Away"                                                  | 2016 | Choker                     |
| "Coming Down"                                              | 2016 | Choker                     |
| "Smoked Jerky (Single Stack)" (con Babies Next Door)       | 2017 | Sin álbum                  |
| "Ice Mtn"                                                  | 2017 | Sin álbum                  |
| "Blink 180"                                                | 2017 | Sin álbum                  |
| "Will U Go to the Dance with Me"                           | 2018 | Sin álbum                  |
| "Date Night! 💎🎀"                                         | 2018 | Sin álbum                  |
| "U Can Find Me Here 💙"                                    | 2018 | Sin álbum                  |
| "ILY All the Time"                                         | 2018 | Sin álbum                  |
| "The Greatest"                                             | 2018 | Sin álbum                  |
| "Hate Me Today" (con Ravenna Golden)                       | 2018 | Sin álbum                  |
| "7/11 Drone" (con Daisy)                                   | 2018 | Peace & Love               |
| "I'll Make You Miss Me All The Time"                       | 2018 | Peace & Love               |
| "Of Course I Still Love You"                               | 2018 | Peace & Love               |
| "Wheels"                                                   | 2019 | This Car Needs Some Wheels |

#### Como artista invitado
| Título                                            | Año  | Álbum     |
| ------------------------------------------------- | ---- | --------- |
| "Loading Screen" (Lewis Grant con Dylan Brady)    | 2014 | Sin álbum |
| "Give Me the Keys" (Night Lovell con Dylan Brady) | 2015 | Sin álbum |
| "Emoji" (Lewis Grant con Dylan Brady)             | 2016 | Sin álbum |
| "I" (vōx con Dylan Brady)                         | 2016 | Sin álbum |
| "Georgia" (Pritty xon Dylan Brady)                | 2018 | Sin álbum |
| "Euro Plug" (Tony Velour con Dylan Brady)         | 2020 | Sin álbum |

### Apariciones especiales
| Título         | Año  | Otros artistas                                 | Álbum                                           |
| -------------- | ---- | ---------------------------------------------- | ----------------------------------------------- |
| "Sparkly"      | 2015 | Ravenna Golden                                 | Girl Gone Wild                                  |
| "Just Tryna"   | 2016 | Night Lovell                                   | Red Teenage Melody                              |
| "Good Friends" | 2016 | NOK from the Future                            | Bombs 1                                         |
| "Weeknights"   | 2016 | Aaron Cartier                                  | The Cartier                                     |
| "D$M"          | 2016 | Aaron Cartier                                  | The Cartier                                     |
| "Ballin"       | 2016 | Aaron Cartier                                  | The Cartier                                     |
| "No Worries"   | 2016 | DAT ADAM                                       | HYDRA 3D                                        |
| "Not 4Ever"    | 2017 | Hellion                                        | Gravekeeper                                     |
| "Up in Flames" | 2018 | DAMSTERAM, JRND, narou                         | Analog                                          |
| "Out of Love"  | 2018 | Alessia Cara                                   | The Pains of Growing                            |
| "Blue"         | 2018 | The Neighbourhood                              | Hard to Imagine The Neighbourhood Ever Changing |
| "F**k You"     | 2018 | Kailee Morgue                                  | Sin álbum                                       |
| "Black Sheep"  | 2019 | Kailee Morgue                                  | Sin álbum                                       |
| "Click"        | 2019 | Charli XCX, Kim Petras, Tommy Cash o Slayyyter | Charli                                          |
| "New Hawaii"   | 2019 | Injury Reserve, DRAM, Tony Velour              | Injury Reserve                                  |
| "Crazy"        | 2019 | The Hillside                                   | Sin álbum                                       |
| "Welcome Home" | 2020 | The Good Friend                                | Sin álbum                                       |
| "Claws"        | 2020 | Charli XCX                                     | How I'm Feeling Now                             |
| "Anthems"      | 2020 | Charli XCX                                     | How I'm Feeling Now                             |

### Créditos de producción y composición
Créditos tomados de Tidal.
| Año  | Artista             | Canción                                     | Álbum                                         | Escrito con | Producido con             |
| ---- | ------------------- | ------------------------------------------- | --------------------------------------------- | --- | ------------------------- |
| 2015 | Robel Ketema        | "Don't HMU"                                 | Sin álbum                                     | Robel Ketema | Productor único           |
| 2015 | Robel Ketema        | "Concoco Freestyle"                         | Sin álbum                                     | Robel Ketema | Productor único           |
| 2016 | Robel Ketema        | "We Need Space"                             | Sin álbum                                     | Robel Ketema | Productor único           |
| 2017 | Jesse               | "Born to Be Blonde"                         | &                                             | Jesse | Productor único           |
| 2017 | Jesse               | "Pretty Illusion"                           | &                                             | Jesse | Productor único           |
| 2017 | Jesse               | "I Think We Should Stay In Love"            | &                                             | Jesse | Productor único           |
| 2017 | Jesse               | "Bloom Later"                               | &                                             | N/A | Productor único           |
| 2017 | Jesse               | "Drama"                                     | &                                             | Jesse | Productor único           |
| 2017 | Jesse               | "IDK"                                       | &                                             | Jesse | Productor único           |
| 2017 | Jesse               | "Dime & Dogs"                               | &                                             | Jesse | Productor único           |
| 2017 | Jesse               | "Guinea Pig"                                | &                                             | Jesse | Productor único           |
| 2017 | 92Jack              | "2 Goth Kids"                               | Sin álbum                                     | Famous Dex, Jack Bruno | N/A                       |
| 2017 | DAMSTERDAM, JRND    | "Up in Flames"                              | Analog                                        | J. Xidas, Jeroen Dekker, Joshua Jack Brust, Nikolas Heidinger, S. Cubit                                                                                               | N/A                       |
| 2018 | Lewis Grant         | "Vacation"                                  | Make Me Scared Again                          | N/A | Productor único           |
| 2018 | Lewis Grant         | "How Could I Know"                          | Make Me Scared Again                          | N/A | Productor único           |
| 2018 | Lewis Grant         | "Daniel"                                    | Make Me Scared Again                          | N/A | Lewis Grant, Y2K          |
| 2018 | Lewis Grant         | "Bad Batch"                                 | Make Me Scared Again                          | N/A | Productor único           |
| 2018 | Lewis Grant         | "Bad Batch, Pt. 2"                          | Make Me Scared Again                          | N/A | Judge, Y2K                |
| 2018 | Goody Grace         | "210 Lilac Sky"                             | Infinite                                      | Goody Grace | N/A                       |
| 2018 | Kailee Morgue       | "Fuck U"                                    | Sin álbum                                     | Kailee Morgue | Productor único           |
| 2018 | Tony Velour         | "First Time For Everything"                 | Sin álbum                                     | Tony Velour | N/A                       |
| 2018 | L.I.F.T.            | "Dressed in Black"                          | AUTOP$Y                                       | Austin Arthur, Cameron Phillips, Holden Prine, Jay Smith, Reuben Pearl, Robert Carter                                                                                 | N/A                       |
| 2018 | Goody Grace         | "Judas"                                     | 19/6                                          | Goody Goody | N/A                       |
| 2018 | Pritty              | "Georgia"                                   | Sin álbum                                     | Devon Nunez | Productor único           |
| 2018 | Goody Grace, G-Eazy | "Girls in the Suburbs Singing Smiths Songs" | Sin álbum                                     | Gerald Gillu, Goody Goody | N/A                       |
| 2018 | Ro Ransom           | "Pop"                                       | Possessed                                     | Noah Gale | Productor único           |
| 2018 | Role Model          | "Six Speed"                                 | Sin álbum                                     | Blake Slatkin, Tucker Pillsbury | N/A                       |
| 2018 | The Neighbourhood   | "Dust"                                      | Hard To Image The Neighbourhood Ever Changing | N/A | Lars Stalfors             |
| 2018 | The Neighbourhood   | "Blue"                                      | Hard To Image The Neighbourhood Ever Changing | Brandon Fried, Jeremiah Freedman, Jesse James Rutherford, Jesse St. John Gellar, Lars Stalfors, Michael Margott, Sarah Hudson, Zachary Abels                          | Lars Stalfors             |
| 2018 | The Neighbourhood   | "Heaven"                                    | Hard To Image The Neighbourhood Ever Changing | Brandon Fried, Danny Parra, Jeremiah Freedman, JEsse James Rutherford, Jesse St. John Gellar, Lars Stalfors, Michael Margott, Rock Mafia, Sarah Hudson, Zachary Abels | Lars Stalfors, Rock Mafia |
| 2018 | Yung Skrrt          | "Ibtdbw"                                    | Triple Other                                  | Yung Skrrt | Yung Skrrt                |
| 2018 | Ravenna Golden      | "Open My Eyes"                              | Sin álbum                                     | Dorian Electra, Ravenna Golden, Umru | umru                      |

### Remixes
| Título                   | Artista original     | Año  |
| ------------------------ | -------------------- | ---- |
| "Free"                   | Piers                | 2014 |
| "Bulletproof"            | Me Not You           | 2016 |
| "Migos Raindrop Droptop" | SYRINGE              | 2017 |
| "Pile Up 💰 💸"          | BLNTSMK              | 2018 |
| "Blame It on Your Love"  | Charli XCX con Lizzo | 2019 |
| "Earring"                | Instupendo           | 2019 |
| "Rich Bitch Juice"       | Alice Longyu Gao     | 2019 |
| "Invisible"              | Hannah Diamond       | 2020 |
| "Friday"                 | Rebecca Black        | 2021 |